# Toni Prats
Pour les articles homonymes, voir Prats.
Antonio Prats Cervera, dit Toni Prats, né le 9 septembre 1971 à Capdepera sur l'île de Majorque, est un footballeur espagnol évoluant au poste de gardien de but entre 1990 et 2008.

## Biographie
Prats commence sa carrière dans son club formateur du RCD Majorque avec l'équipe réserve en 1990. Il intègre l'équipe première lors de la saison 1991-1992. Prats joue son premier match professionnel le 3 novembre 1991 en remplaçant le gardien Melondro, expulsé, lors d'une défaite 1-2 contre l'Athletic Bilbao en Primera División. Majorque est relégué en Segunda División en fin de saison, et cette descente profite à Prats pour obtenir une place de titulaire à partir de la saison 1993-1994. 
Ses performances avec Majorque sont rapidement remarquées et Prats s'engage envers le Celta de Vigo en 1995. Il ne reste qu'une seule saison au club, jouant quarante-trois rencontres.
Prats signe au Real Betis en 1996 pour l'équivalent de deux cent quarante mille euros. Le gardien baléare passe la majorité de sa carrière en Andalousie où il joue pendant neuf ans plus de trois-cent matchs pour les Verdiblancos. Il se classe à deux reprises avec le Betis à la quatrième place de la Liga, en 1997 puis en 2005. Il participe également avec cette équipe aux compétitions européennes, disputant la Coupe des coupes lors de la saison 1997-1998, puis la Coupe de l'UEFA lors des saisons 1998-1999 et 2002-2003. 
Prats se démarque durant la saison 1999-2000 en marquant deux buts en Primera División, fait d'une extrême rareté pour un gardien. Le 17 octobre 1999, il inscrit ainsi son premier but professionnel contre l'Atlético de Madrid et contribue à un succès 2-1. Prats récidive le 26 janvier 2000, cette fois face au Real Madrid au Bernabeú malgré une défaite 2-1. Le premier but est marqué sur un coup franc joué à deux et contré tandis que le second est inscrit sur un coup franc direct. Prats est le premier gardien de l'histoire du championnat espagnol à inscrire un but de cette façon.
Huit saisons durant, Prats demeure un titulaire indiscutable du Betis et reste même au club durant la saison 2000-2001 passée en Segunda División. En 2005, il soulève son unique trophée en remportant la Coupe du Roi aux dépens du CA Osasuna (2-1). Après une saison 2004-2005 difficile où il doit composer avec une blessure commise par Zinédine Zidane, Prats quitte Séville et revient au RCD Majorque.
Prats finit doucement sa carrière aux Baléares et reste deux saisons. Il rejoint en 2007 son dernier club, l'Hércules CF et joue sept rencontres de championnat. Prats se retire l'année suivante, en ayant disputé plus de cinq cents matchs, dont trois-cent trente-huit de Primera División, pour deux buts.

## Palmarès
Avec le Real Betis, Prats soulève son unique trophée en remportant la Coupe du Roi en 2005.